# 哈林格尔镇
哈林格尔镇，是中华人民共和国内蒙古自治区包头市九原区下辖的一个乡镇级行政单位。

## 行政区划
哈林格尔镇下辖以下地区：
厂汉村、哈林格尔村、官将村、兰桂村、乔圪堵村、新河村、山羊圪堵村、土黑麻淖村、全巴图村、段四圪堵村和九原工业园区。